# کوین پولسن
کوین لی پولسن (به انگلیسی: Kevin Lee Poulsen) (زاده ۳۰ نوامبر ۱۹۶۵) یک هکر کلاه سیاه سابق آمریکایی و یکی از ویراستاران در دیلی بیست است.

## زندگی‌نامه
او در ۳۰ نوامبر ۱۹۶۵ در پاسادنا، کالیفرنیا به دنیا آمد. در ۱ ژوئن ۱۹۹۰، پولسن تمام خطوط تلفن ایستگاه رادیویی KIIS-FM لس آنجلس را به دست گرفت و تضمین کرد که او صد و دومین تماس گیرنده خواهد بود و جایزه پورشه ۹۴۴ S۲ را برنده خواهد شد.
هنگامی که اداره تحقیقات فدرال شروع به تعقیب پولسن کرد، او به عنوان یک فراری مخفیانه متواری شد. یک شرکت ذخیره‌سازی اطلاعات، یک سوله نگهداری داده را که تحت اختیار پولسن بود را به دلیل عدم پرداخت اجاره پاکسازی کرد و در آنجا تجهیزات کامپیوتری کشف شد که برای شواهد در اختیار اف‌بی‌آی قرار گرفت. هنگامی که او در برنامهٔ تلویزیونی رازهای حل نشده ان‌بی‌سی نمایش داده شد، خطوط تلفن ۱–۸۰۰ سریال به‌طور مرموزی از کار افتاد. پولسن در آوریل ۱۹۹۱ پس از تحقیقاتی که بخشی از آن توسط جان مک‌کلورگ رهبری شد، دستگیر شد.
در ژوئن ۱۹۹۴، پولسن به هفت فقره توطئه، کلاهبرداری و استراق سمع اعتراف کرد. او به پنج سال در یک زندان فدرال محکوم شد و پس از آزادی به مدت سه سال از استفاده از رایانه یا اینترنت محروم شد. او اولین آمریکایی بود که پس از محکومیت به زندان با حکم دادگاه از استفاده از رایانه و اینترنت منع شد. اگرچه کریس لمپرشت ابتدا در ۵ می ۱۹۹۵ با ممنوعیت اینترنت محکوم شد، پولسن قبل از لمپرشت از زندان آزاد شد و زودتر اجرای حکم محرومیت خود را آغاز کرد. (افسر آزادی مشروط پولسن بعداً در سال ۲۰۰۴ با محدودیت‌های نظارتی خاصی به او اجازه داد از اینترنت استفاده کند).

### روزنامه‌نگاری
پولسن پس از آزادی از زندان به عنوان یک روزنامه‌نگار شروع به فعالیت کرد و سعی کرد از گذشته جنایتکارانه خود فاصله بگیرد. پولسن در تعدادی از مشاغل روزنامه‌نگاری در شرکت تحقیقاتی امنیتی سکیوریتی فوکوس مستقر در کالیفرنیا خدمت کرد و در اوایل سال ۲۰۰۰ شروع به نوشتن اخبار امنیتی و هک کرد. دنیای اخبار فناوری در دوران تصدی پولسن در این شرکت، امتیاز شرکت توسط سیمانتک خریداری شد. علاوه بر این، گزارش‌های تحقیقی اولیه او اغلب توسط جریان اصلی مطبوعات انتخاب می‌شد. پولسن در سال ۲۰۰۵ سکیوریتی فوکوس را ترک کرد تا به صورت آزاد کار کند و پروژه‌های نویسندگی مستقل را دنبال کند. در ژوئن ۲۰۰۵، او سردبیر ارشد مجله وایرد شد، که میزبان وبلاگ او 27BStroke6، بعدها به سطح تهدید تغییر نام داد.
در اکتبر ۲۰۰۶، پولسن اطلاعاتی را منتشر کرد که جزئیات جستجوی موفقیت‌آمیز خود را برای مجرمان جنسی ثبت شده با استفاده از مای‌اسپیس برای درخواست رابطه جنسی از کودکان نشان می‌داد. کار او ۷۴۴ فرد ثبت شده را با نمایه‌های مای‌اسپیس شناسایی کرد و منجر به دستگیری یکی به نام اندرو لوبرانو شد.
در ژوئن ۲۰۱۰، پولسن داستان اولیه دستگیری عضو خدمات ایالات متحده، چلسی منینگ را منتشر کرد و گزارش چت‌های منینگ با آدریان لامو در مورد ویکی‌لیکس را منتشر کرد.
در ژوئن ۲۰۱۹، پولسن متهم شد که شاون بروکس، یک حامی ۳۴ ساله ترامپ را که در برانکس زندگی می‌کرد، دکس کرده‌است، زمانی که پولسن هویت خود را در مقاله‌ای که در ۱ ژوئن ۲۰۱۹ در دیلی بیست منتشر شد، به دلیل ادعای خالق و اشاعه‌دهنده فاش کرد. این اتفاق توسط یک ویدیوی جعلی که نانسی پلوسی را نشان می‌دهد که به طرزی نامفهوم صحبت می‌کند اتفاق افتاد.

### سکیوردراپ
پولسن، آرون سوارتز و جیمز دولان سکیوردراپ (SecureDrop) را طراحی و توسعه دادند که یک پلتفرم نرم‌افزار متن‌باز برای ارتباط امن بین روزنامه‌نگاران و منابع است. در ابتدا با نام DeadDrop توسعه یافت. پس از مرگ سوارتز، پولسن اولین نمونه از پلتفرم را در نیویورکر در ۱۵ می ۲۰۱۳ راه اندازی کرد. پولسن بعدها توسعه سکیوردراپ را به بنیاد آزادی مطبوعات واگذار کرد و به هیئت مشاور فنی بنیاد پیوست.

## زندگی شخصی
کوین پولسن با همسر و دو فرزندش در سان‌فرانسیسکو زندگی می‌کند

## جوایز
- جایزه وبی ۲۰۱۱ (آکادمی بین‌المللی هنر و علوم دیجیتال)، دسته حقوق، برای سطح تهدید
- جایزه وبی ۲۰۱۱ (آکادمی بین‌المللی هنر و علوم دیجیتال)، جایزه صدای مردم، دسته قانون، برای سطح تهدید
- روزنامه نگاران برتر امنیت سایبری SANS 2010 (مؤسسه SANS)
- ۲۰۱۰، MIN Best of the Web (خبرنامه صنعت مجله)، بهترین وبلاگ، برای سطح تهدید
- ۲۰۰۹، تالار مشاهیر دیجیتال MIN (خبرنامه صنعت مجله) مشمول
- ۲۰۰۸، جایزه Knight-Batten برای نوآوری در روزنامه‌نگاری (J-Lab) جایزه بزرگ
- ۲۰۰۷، جایزه نایت باتن برای نوآوری در روزنامه‌نگاری (J-Lab) جایزه بزرگ

## کتاب‌ها
پولسن، کوین (۲۰۱۱). کینگ پین: چگونه یک هکر جنایات سایبری میلیارد دلاری زیرزمینی را تصاحب کرد. تاج پادشاهی. شابک ۹۷۸-۰-۳۰۷-۵۸۸۶۸-۵.

## مطالب بیشتر
جاناتان لیتمن، نگهبان: زندگی پیچیده و جنایات هکر سریالی کوین پولسن، ۱۹۹۷، ناشر: لیتل، براون. شابک ۰-۳۱۶-۵۲۸۵۷-۹

## پیوند بیرونی
وبگاه رسمی کوین پولسن 